# Sirians
Els sirians (en àrab: سوريون) són el principal grup ètnic de Síria, que comparteix trets ancestrals semítics de Llevant amb altres ètnies. El patrimoni cultural i lingüístic del poble sirià és una barreja d'elements indígenes i de cultures estrangeres que han vingut a governar aquesta terra i la seva gent al llarg de milers d'anys.
Síria té una població de gairebé 17 milions a partir de 2014, a més de 4 milions de refugiats sirians, que inclou minories com la kurda, entre d'altres. El grup racial dominant són els descendents sirians dels antics pobles indígenes que es barregen amb els àrabs i s'identifiquen com a tals, a més dels arameus.
La diàspora siriana consisteix en 15 milions de persones de sirians ancestrals que immigraren a l'Amèrica del Nord (Estats Units i Canadà), estats membres de la Unió Europea (principalment Suècia, França i Alemanya), Amèrica del Sud (Brasil, Argentina, Xile, Veneçuela i Colòmbia), les Índies Occidentals, Austràlia i l'Àfrica.